# قائمة أنواع الموز
قائمة بأنواع ثمرة الموز.

## أنواع الموز

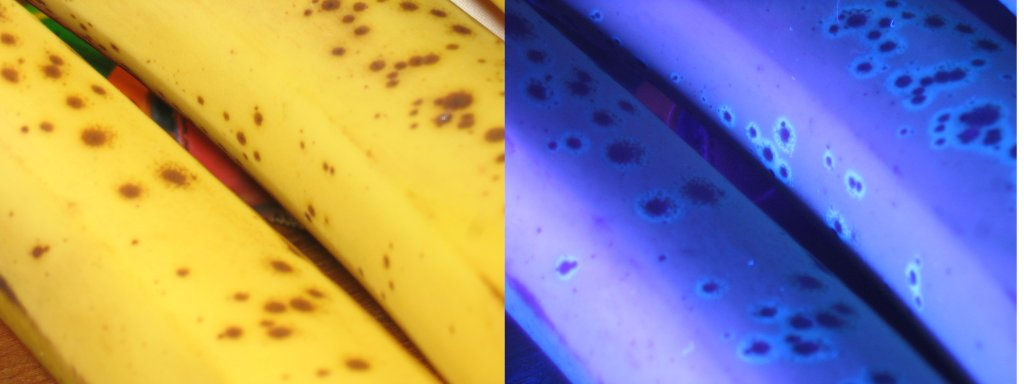
Ripened bananas (left, under sunlight) fluoresce in blue when exposed to UV light.

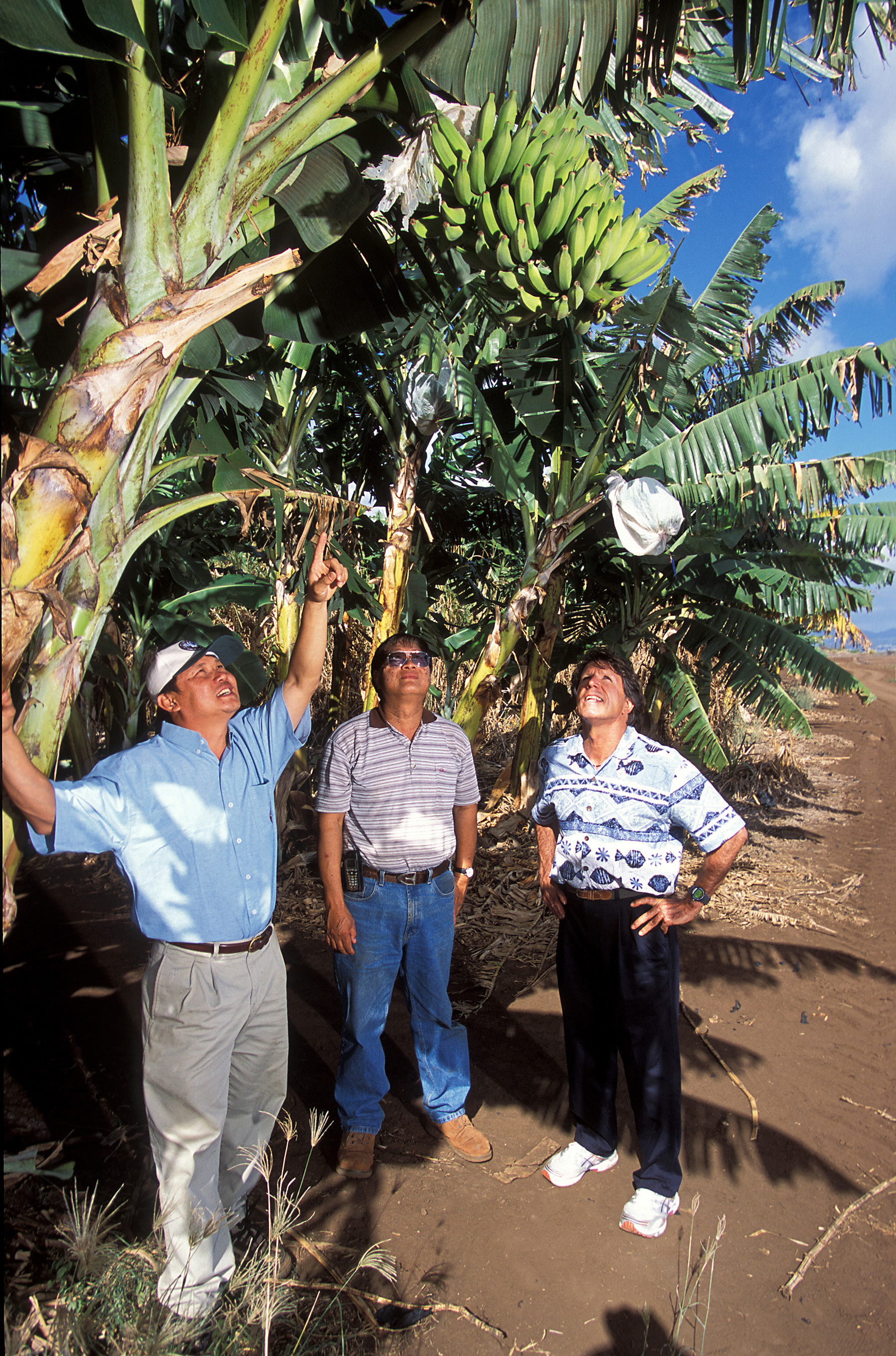
Inspecting bananas for fruit flies

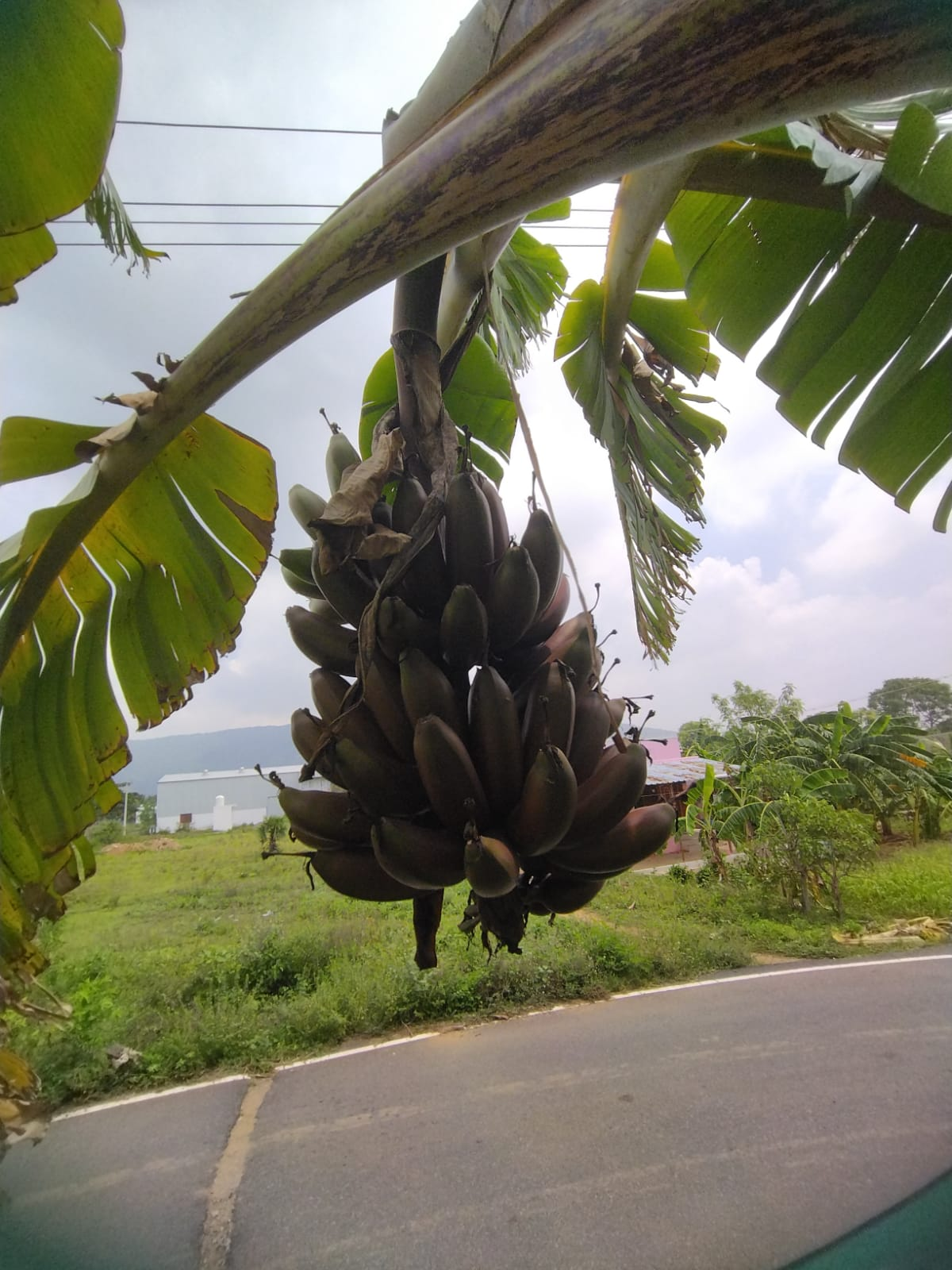
فاكهة الموز الأحمر

موز أصفر
موز أخضر
موز أحمر
موز أليف الجبال
موز مشقوق الثمار
موز قرمزي
موز مخملي
موز نسيجي
موز بنفسجي
موز برتقالي
موز فردوسي

## المزيد من التفاصيل
موزية
نبات الموز
موز

## روابط خارجية
تغذية، تغذية الأصحاء، مكونات الأطعمة الغذائية - الموز